# Кавалеров, Тимофей Ильич
Тимофе́й Ильи́ч Кавале́ров (10 [23] декабря 1905, Куженерский район, Марийская АССР — 8 мая 1979, Йошкар-Ола) — советский хозяйственный, государственный и политический деятель.

## Биография
Родился в 1905 году в деревне Саламатнур. Член ВКП(б) с 1927 года. Образование: совпартшкола в Йошкар-Оле (1926), Коммунистический университет трудящихся Востока (Москва, 1936), 2 курса Высшей партийной школы при ЦК ВКП(б) (1945).
С 1927 года — на хозяйственной, общественной и политической работе. В 1927—1955 годах — на комсомольских и партийных должностях в Сернуре, Морках и Параньге. С 1931 года в СМИ: заместитель редактора газеты «Рвезе коммунар», редактор Моркинской районной газеты (1932—1933). Затем заведующий отделом печати Марийского областного комитета ВКП(б) (1937—1938), председатель Президиума Верховного Совета Марийской АССР (1938—1943), секретарь по кадрам Марийского областного комитета ВКП(б) (1945—1949), редактор газеты «Марийская правда» (1949—1952), председатель Верховного Совета Марийской АССР (1951—1955), председатель Марийского областного совета профсоюзов (1952—1962).
Избирался депутатом Верховного Совета РСФСР 1-го созыва (1938—1947). Депутат Верховного Совета Марийской АССР (1938—1963).
Вместе с супругой Ефросиньей Андреевной вырастил 7 приёмных детей.
Умер 8 мая 1979 года в Йошкар-Оле. Похоронен на Туруновском кладбище.

## Награды
- Орден Отечественной войны I степени (1946)
- Орден Трудового Красного Знамени (1951, 1957)
- Медаль «За доблестный труд в Великой Отечественной войне 1941—1945 гг.»
- Почётная грамота Президиума Верховного Совета Марийской АССР (1951, 1955, 1957)